# The Sea Within (album)
The Sea Within è l'album d'esordio del gruppo musicale statunitense The Sea Within, pubblicato nel 2018 dalla Inside Out Music America.

## Tracce
Testi e musiche di Roine Stolt, Casey McPherson, Tom Brislin.
1. Ashes of Dawn – 6:00
2. They Know My Name – 5:10
3. The Void – 5:03
4. An Eye for an Eye for an Eye – 7:00
5. Goodbye – 5:30
6. Broken Cord – 14:20
7. Sea Without – 2:27
8. The Hiding of Truth – 5:30
9. The Roaring Silence – 8:00
10. Where Are You Going? – 5:50
11. Time – 7:12
12. Denise – 5:10

## Formazione
Formazione attuale
- Roine Stolt, voce, chitarra
- Casey McPherson, chitarra
- Tom Brislin, tastiera
- Jonas Reingold, basso
- Marco Minnemann, batteria

## Ospiti
- Jordan Rudess, pianoforte
- Jon Anderson, voce
- Rob Townsend, sassofono